# 勒莫讷韦尔
勒莫讷韦尔（法語：Le Morne-Vert，法語發音：[lə mɔʁn vɛʁ]）是法国海外省马提尼克的一个市镇，属于圣皮埃尔区。

## 地理
勒莫讷韦尔（14°42'27"N, 61°8'40"W）面积13.37 平方千米，位于法国海外省马提尼克。
与勒莫讷韦尔接壤的市镇（或旧市镇、城区）包括：勒卡尔贝、卡斯皮洛特、丰圣但尼、舍尔歇、贝尔方丹。
勒莫讷韦尔的时区为UTC−04:00（大西洋时区）。

## 行政
勒莫讷韦尔的邮政编码为97226，INSEE市镇编码为97233。

## 政治
勒莫讷韦尔的现任市长为安热勒·塞尔班（Angèle Serbin）女士，任期为2020-2026年。

## 人口

1962-2008年间勒莫讷韦尔人口变化图示

勒莫讷韦尔于2022年1月1日时的人口数量为1748人。